# Der Tote bin ich
Der Tote bin ich ist ein deutscher  Fernsehfilm von 1979.

## Handlung
Stefan Schröder zieht bei seiner Freundin Helga aus und nimmt sich in Köln eine eigene, ziemlich heruntergekommene Wohnung. Ein Zimmer der Wohnung ist nicht nutzbar und verschlossen, weil der auf unbestimmte Zeit verreiste Vormieter dort seine Sachen eingelagert hat.
Schröder ist angehender Lehrer, in zwei Monaten soll er seine Stelle antreten. Da bekommt er vom Schulamt eine Einladung zu einem Gespräch, weil es Zweifel an seiner Verfassungstreue und damit an seiner Einstellung gebe. Schröder ist sich keiner Schuld bewusst: Alte Fotos zeigen zwar, dass er während seiner Studienzeit in Berlin auch an Demonstrationen teilgenommen hat, aber er wüsste nicht, was ein Berufsverbot rechtfertigen könnte. Sein Freund Lenz, ebenfalls Lehrer, rät ihm, zu einer Beratungsstelle für Berufsverbots-Opfer zu gehen.
Schröder bemerkt Anzeichen dafür, dass jemand in seiner Abwesenheit seine Wohnung betreten hat, und eines Tages erwischt er eine junge Frau in seiner Badewanne. Es handelt sich um Silvia, die Freundin des Vormieters Wolfie. Wolfie hatte ihr einen Schlüssel gegeben und ihr gesagt, sie könne jederzeit vorbeikommen – und dieses Recht nimmt sie sich immer noch heraus, auch wenn Schröder die Wohnung nun bewohnt.
Schröder beginnt zu glauben, verfolgt und überwacht zu werden, und findet dafür immer neue Anzeichen: Ein Mann im Haus gegenüber scheint ihn mit einem Fernglas zu beobachten. Das Auto einer Malerfirma steht immer vor dem Haus gegenüber, aber die Maler sind kaum beschäftigt. Ein Mann, der mit Flugblättern vor gefährlicher Strahlung warnt, taucht häufig in seiner Nähe auf der Straße auf. Und als Schröder das Zimmer mit Wolfies Habseligkeiten aufbricht, ist es leer. Er wird immer unruhiger, lässt das Schloss der Wohnungstür austauschen, und zerstört sein gerade neu installiertes Telefon, weil er glaubt, abgehört zu werden. Seine Beziehung zu Helga hat sich durch die räumliche Trennung nicht verbessert und scheint vorerst beendet, als bei einem Besuch Helgas plötzlich Silvia fast nackt aus dem Badezimmer kommt.
Schröder handelt immer irrationaler: Den ersten Termin mit dem Schulamt hat er inzwischen verstreichen lassen und eine zweite, dringlichere Einladung bekommen. Als er zu der Beratungsstelle geht, sieht er dort im Hof dasselbe Maler-Auto wie vor seiner Haustür, und geht sofort wieder. Als vor seinem Haus Polizei auftaucht, gerät er fast in Panik, erfährt dann aber von einer Nachbarin, dass die Polizei wegen eines Suizids im Haus gegenüber gekommen sind. Am nächsten Tag zieht Schröder sich einen guten Anzug an und geht zum Termin beim Schulamt. Unterwegs liest er im Kölner Express einen Artikel über einen Terroristen, der bei einer Wohnungsdurchsuchung von der Polizei getötet wurde. Beim Schulamt sagt man ihm, dass wohl ein Missverständnis vorliege und seiner Einstellung nichts im Weg stehe. Doch Schröder widerspricht, erzählt, dass er überwacht werde, und behauptet, der auf dem Foto in der Zeitung gezeigte Terrorist zu sein – obwohl dieser laut Artikel tot ist. Schröder kehrt nach Hause zurück, wo der Vormieter Wolfie in dem leeren Zimmer gerade die Fußleisten entfernt und einige Bündel Hundertmarkscheine hervorholt. Er möchte damit „’ne kleine Reise machen“, wozu Schröder spontan sagt: „Da komm’ ich mit.“ Und so sieht man während des Abspanns beide in Wolfies Cabrio davonfahren.

## Produktion
Der Tote bin ich war der Debütfilm des Regisseurs Alexander von Eschwege. Der Film wurde vom Westdeutschen Rundfunk produziert und am 26. September 1979 zum ersten Mal ausgestrahlt. Auf DVD erschien er 2012 bei Pidax Film in einer Sieben-DVD-Box mit bis dahin unveröffentlichten Westernhagen-Filmen.

## Rezeption
Der Filmdienst wertete: „Auf ungewöhnliche Weise verbindet der ebenso amüsante wie beklemmend-hintergründige Film den Mut zur ernstzunehmenden politischen Satire mit einer wortkargen Dramaturgie, die ihre Kraft überzeugend aus der Konzentration auf die Suggestiv-Werte der Bilder bezieht.“
kino.de und urteilte: „Die kafkaeske Geschichte präsentiert Marius Müller-Westernhagen im Jahr vor seinem großen Erfolg mit Theo gegen den Rest der Welt als arglosen Nachwuchslehrer, der aufgrund des Verdachts gegen ihn zunehmend paranoid wird.“
CeDe.ch schrieb: „‚Der Tote bin ich‘ fasziniert nicht nur durch ganz aussergewöhnliche Atmosphäre, sondern auch durch eine kritische Geschichte, die sich mit der Gefahr eines Überwachungsstaates auseinandersetzt, sowie eine ausgezeichnete Besetzung. Marius Müller-Westernhagen gibt vorzüglich den sensiblen Junglehrer, der sich in einen Verfolgungswahn hineinsteigert, Anne Bennent (Die Wildente) die mysteriöse junge Frau. Regisseur Alexander von Eschwege gelingt es, die undefinierbare Bedrohung spannend und glaubhaft bedrückend in Szene zu setzen.“
Tobias Kessler von der Saarbrücker Zeitung meinte: „Auch hier zeigt sich Westernhagen als guter, uneitler Darsteller mit einer leicht nervösen Präsenz.“